# Serp verda
La serp verda, o colobra bastarda (Malpolon monspessulanus) és una espècie de serp de la família Lamprophiidae. És la serp de més grans proporcions de la herpetofauna dels Països Catalans. Hi ha exemplars adults que ultrapassen dos metres del cap a la cua.

## Descripció

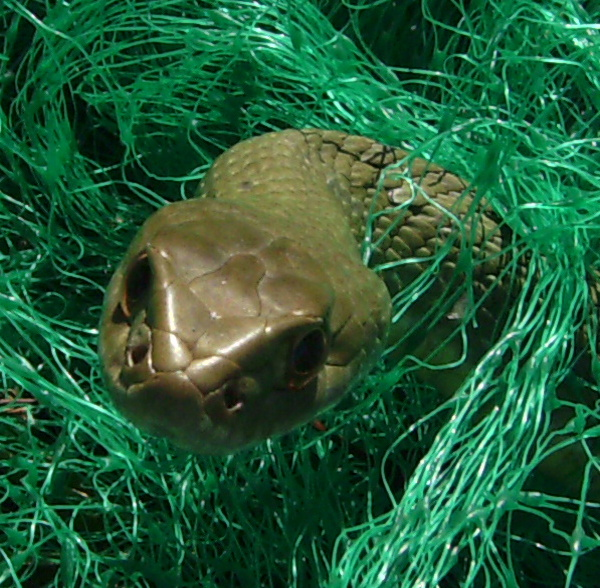
Cap de serp verda dins un cirer en una xarxa contra ocells a la Serra de Castelltallat

Sol presentar el dors grisenc o verd oliva, amb taques negres a manera d'esquitxos; el ventre és verd groguenc. Els exemplars joves solen ser més pintats, especialment en el cap, on destaquen taques negres a la part superior i clapes blanques amb ratlles ataronjades en les supralabials.
La serp verda és l'únic ofidi de l'herpetofauna ibèrica que té l'escut frontal més estret que els supraoculars, alhora que contacta amb els preoculars.
Pertany al grup dels ofidis anomenats opistòglifs, que es caracteritzen per tindre les dents conductores del verí acanalades i situades a la part posterior del maxil·lar superior, cosa que els permet d'immobilitzar les preses que engoleixen. Per la situació de les dents verinoses, difícilment pot injectar verí a les persones, i, si ho fa, l'emmetzinament no sol tenir conseqüències greus per a l'ésser humà.

## Sinònims
- Coelopeltis lacertina Wagler, 1830.
- Coelopeltis monspessulanus Hermann, 1804.
- Coluber monspessulanus Hermann, 1804
- Natrix lacertina Wagler, 1824.

## Subespècies
- M. m. fuscus Fleischmann, 1831.
- M. m. insignitus Geoffroy de Saint Hilaire, 1809.
- M. m. monspessulanus Hermann, 1809.
- M. m. saharatlanticus Geniez, Cluchier y de Haan, 2006.

## Costums
És diürna i sovint es mostra activa al pic del migdia. Quan intueix qualsevol perill, bufa i xiula sorollosament. No és rar de veure-la travessar les carreteres, on s'atura per aprofitar la calor que li ofereix l'asfalt. Dissortadament aquest costum fa que molts exemplars morin a les carreteres, aixafades pels vehicles que hi circulen.

## Dieta

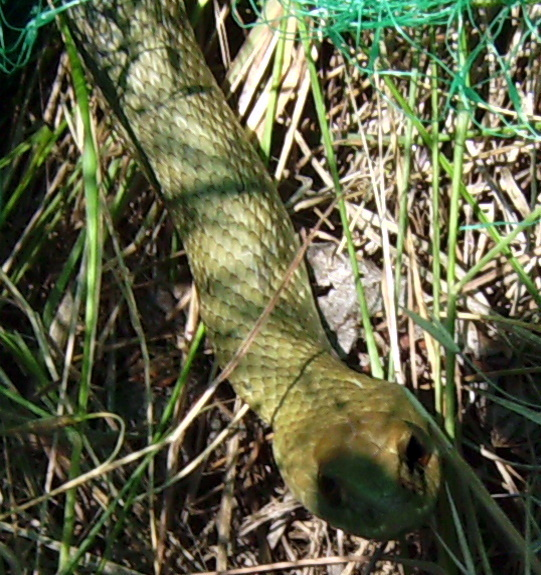
Aquesta serp verda es trobava en un cirerer probablement intentant caçar els ocells que s'hi atansaven

La seva dieta és molt variada i depèn en gran part de l'edat de l'animal. Els joves es nodreixen d'insectes i de sargantanes, mentre que els semiadults i els exemplars adults prefereixen micromamífers, ocells, mamífers de mida mitjana i rèptils.

## Hàbitat
És una serp força termòfila, que es localitza preferentment a la terra baixa, on ocupa diversos biòtops que comprenen els pedregars, zones arbustives, llindars de boscos, conreus, etc. Ocasionalment també es pot trobar dins àrees urbanes, especialment en els barris perifèrics.
De fet, se la pot trobar des d'indrets secs i calorosos com són els de la zona de Lleida fins a ambients costaners molt més humits (Delta de l'Ebre, Aiguamolls de l'Empordà, Marjals de la Safor, el llac de Banyoles, etc.)

## Reproducció
La còpula es realitza a la primavera i la femella, en iniciar-se l'estiu, pon de 4 a 18 ous, que mesuren de 40x12 mm fins a 55x20 mm. Al cap d'uns cinquanta dies d'incubació neixen les cries, que fan entre 20-28 cm de longitud.

## Importància ecològica
1. Controla poblacions d'insectes, petits mamífers i altres animals, evitant sobrepoblacions.
2. Regula la biodiversitat, afavorint la selecció natural en eliminar les preses més dèbils.
3. Manté l'equilibri de la cadena tròfica, essent un depredador intermediari i font d'aliment per a depredadors superiors.
4. Contribueix al cicle de nutrients quan es descompon, enriquint el sòl.
5. És un indicador ambiental, ja que la seva salut reflecteix la qualitat del seu ecosistema.

En resum, la serp verda ajuda a mantenir l'equilibri i la salut dels ecosistemes on viu.